# Shirley Stops the Shows
Shirley Stops the Shows è il settimo album in studio di Shirley Bassey, il suo quinto e ultimo album in studio registrato per l'etichetta EMI/Columbia nel Regno Unito. Rilasciato nel 1965, questo album è un mix di standard e showtunes. Shirley Bassey era al culmine della sua carriera, avendo conquistato successo in tutto il mondo per il suo singolo "Goldfinger", ma l'album non riuscì ad entrare in classifica nel Regno Unito, per la prima volta da quando lavorava con la Columbia. L'album riscosse più successo negli Stati Uniti, raggiungendo il numero 85 nelle classifiche pop americane. Per il mercato statunitense è l'album fu ribattezzato Shirley Bassey Belts the Best! e "The Lady Is A Tramp" fu sostituito da "Goldfinger". La versione originale era sia in mono che in stereo, entrambe le versioni mono presentano una registrazione in studio alternativa di "People" che non è stata ancora ristampata su CD. La versione stereo, rimasterizzata, fu pubblicata su CD nel 2008 insieme a 12 of Those Songs dalla BGO Records.

## Tracce
Lato A
1. "Everything's Coming up Roses" (Jule Styne, Stephen Sondheim) - 3.22
2. "The Sweetest Sounds" (Richard Rodgers) - 2.38
3. "He Loves Me" (Jerry Bock, Sheldon Harnick) - 2.04
4. "I Believe in You" (Frank Loesser) - 2.13
5. "People" (Jule Styne, Bob Merrill) - 2.47
6. "The Lady is a Tramp" (Richard Rodgers, Lorenz Hart) - 2.55

Lato B
1. "Once in a Lifetime" (Anthony Newley, Leslie Bricusse) - 2.20
2. "Something Wonderful" (Richard Rodgers, Oscar Hammerstein II) - 2.42
3. "A Lot of Livin' to Do" (Charles Strouse, Lee Adams) - 1.54
4. "If Ever I Would Leave You" (Alan Jay Lerner, Frederick Loewe) - 2.43
5. "Somewhere" (Stephen Sondheim, Leonard Bernstein) - 2.49
6. "I Could Have Danced All Night" (Lerner, Loewe) - 1.54

## Staff
- Shirley Bassey - voce
- Johnny Scott e la sua orchestra - tracce 4 e 10
- Tony Osborne e la sua orchestra - traccia 11
- Kenny Clayton e la sua orchestra - traccia 12
- Johnnie Spence e la sua orchestra - sulle altre tracce